# Ульяново (Калінінградська область)
Ульяново (рос. Ульяново), до 1938 року Краупішкен (нім. Kraupischken), в 1938 році Плацдорф (нім. Platzdorf), в 1938—1946 роках Брайтенштайн (нім. Breitenstein) — селище Німанського району, Калінінградської області Росії. Входить до складу Лунінського сільського поселення.
Населення —  607 осіб (2015 рік).